# 浅い夢
『浅い夢』（あさいゆめ）は、1976年にリリースされた来生たかおの1枚目のオリジナル・アルバム（LP〈規格品番：MKF-1006〉/CT〈規格品番：CKG-1005〉）である。
表題曲は同年に先行してシングルでもリリースされている。これについても記述する。

## 概要
※原則的に、来生たかおは“来生”に省略、来生えつこは“来生えつこ”と表記。
収録曲は全て、姉である来生えつこと共にデビュー前から書き溜めていたものだったが、アルバム完成までには約2年を要した。フォークソングが若者の音楽の定番だった当時、都会的で垢抜けた楽曲の数々は荒井由実にも高く買われ、周辺関係者からは30万枚セールスは間違いないと目されていたが、実際は6000枚という結果に終わった。
アレンジャーやスタジオミュージシャンとして、元ザ・モップスの星勝や、高中正義、高橋ユキヒロ、小原玪、今井裕、後藤次利などのサディスティック・ミカ・バンドの参加メンバー、さらに安田裕美、大村憲二、是方博邦、斉藤伸雄、村上秀一、浜口茂外也らが名を列ねている。
当初、ジャズ・ピアニストの世良譲を交えてアルバム制作をしていたが、プロデューサーである多賀英典の意向により、星勝が中心となって編曲を務めることになったという。来生は、ドラムのフィルインまで譜面に書き記し、レコーディングにもたっぷり時間をかける星勝に対し、独学ながら凄い人物であるとの感想を述べている。ちなみにレコーディングの際、食通の多賀と星が出前で“トロ鉄火丼”を取っていた（ただの鉄火丼でなくトロだった）のを目の当たりにし、“歌の世界は良いな”と思ったという。
ジャケット写真は、ハリー・ニルソンの1976年のアルバム『...That's the Way It Is』（ハリーの真相）をイメージして撮られたものと思われる。
井上陽水は、本アルバムを聴いた感想として、1曲目（浅い夢）から来生の人柄に触れ、また、姉弟の調和に驚きを、レコーディングスタッフには熱意を、そして何より「生きていたのがとてもうれしく感じられた」と述べている。
小林武史は、自選の名盤69枚の1つとして挙げている。

## 復刻盤
- 1986年7月25日：歌手デビュー10周年に際し、CD化（規格品番：H33K-20043）
- 1991年4月25日：CD（規格品番：KTCR-1044）
- 1995年7月21日：歌手デビュー20周年に際し、CD選書Q盤として高城賢によるデジタルリマスター化（規格品番：KTCR-1556）。
- 2007年3月21日：オリジナル・アルバム、企画アルバムを集めた21枚組CD-BOX『来生たかお大全集』（ユニバーサルミュージック/規格品番：UPCY-6355/75）に1995年版を収録（規格品番：UPCY-6355）。

## パッケージの体裁

### アルバムタイトル
※初出のジャケット表記“浅い夢”以外のもの
帯
- 1986年版CD：“浅い夢”“ASAI YUME”の併記

### ディスクジャケット
- 1986年版CD：ジュエルケースにブックレットを挿入
- 1991年版CD：ジュエルケースに1986年版CDのものを基調としたブックレットを挿入
- 1995年版CD：ジュエルケースに2つ折りのカード（及び、LP版のものを基調とした歌詞カード、既出オリジナル・アルバムのディスコグラフィー）を挿入
- 2007年版CD：ジュエルケースに2つ折りのカード（及び、LP版のものを基調とした歌詞カード）を挿入（及び厚紙製ケース付き）

### 帯のコピー
- LP：音の印象派、来生たかおファースト・アルバム 新鮮なメロディー・ラインとボーカル・フィーリングが、新しいポップ・ミュージックを切り拓く!!
- LP：来生たかおフェア 確かな音楽活動と優しさに裏打ちされた来生たかおの世界を、今あなたのライブラリーに！ 本格ポップ・ヴォーカル時代の到来を予感させた'76年、デビュー・アルバム！
- 1986年版CD：“CDオリジナル・セレクション”“10th anniversary -since 1976-”との記載あり（帯はシール仕様）
- 1991年版CD：記載なし
- 1995年版CD：ファーストアルバムにして、全て来生姉弟による作品集。デビュー曲「浅い夢」、「赤毛の隣人」収録。（“20th anniversary”との記載あり）

## 収録曲
全作詞：来生えつこ　全作曲：来生たかお　全編曲：星勝（注記を除く）

### SIDE 1
1. 浅い夢（3：46）
  - 編曲：福井峻
  - 第1弾オリジナル・シングル（後述）だが、本アルバムに収録されているものはミックスが異なる（ジャケット写真は本アルバムと同じものが使用されている）。
  - タイトルは、来生えつこが敬愛する吉行淳之介の小説「浅い夢」に由来しており、自身も短編集『エピソード』（角川書店/1988年）に同名小説を収めている。
  - メロディーは来生が19歳の頃に既に作られており[4]、レナード・バーンスタインの「Somewhere」がモチーフとなっている[5]。
  - ピアノとストリングのみというシングルとしては地味な印象であるが、コンサートにおいては定番曲であり、自身のベスト盤や他歌手とのコンピレーション・アルバムにもたびたび収録される一方、河合奈保子、倉橋ルイ子、椎名純平、高橋洋子によってカヴァーもされている。
2. 赤毛の隣人（3：58）
  - 第4弾オリジナル・シングル（1978年8月1日リリース）としてシングルカットされた。
  - 歌詞は小沼丹の短編小説をヒントに書かれた。GHQの統制下、東京の郊外で暮らす子供達の隣家に外国人女性が越して来るという設定には、彼等の大人や海外に対する未知の憧れが込められている[6]。
  - 当初、レコーディングはライヴのバックバンドで試みたが、上手く行かなかったため、スタジオミュージシャンに委ねたという[7]。
3. 晴れのち曇り（3：18）
  - 編曲：高中正義
  - 来生自身の性格や雰囲気が、1970年代以前の原宿、渋谷のイメージを投影した都会的情景と共に描かれており、メロディーに合わせた押韻も意図されている[6]。
4. 痛手（4：14）
  - “石膏”“アルミサッシ”等の無機的な言葉を鏤め、来生えつこ自身が感じる都会の憂鬱を描いている。また、執筆当時は“不完全燃焼”等の歌いづらい言葉が自由に使えたことを回顧している[6]。
  - 次々と異なるメロディーパターンで展開して行く構成は、コール・ポーターの「Begin The Beguine」に触発されたものだという[8]。
5. 雑踏（4：04）
  - 来生えつこによれば、団地育ちである来生姉弟の、ニュータウン化して行く郊外の風景に対する寂寥感が込められているという。来生は、自分自身に近い人物が描かれた楽曲として挙げている[9]。

### SIDE 2
1. 悪い夜（3：40）
  - シングル「赤毛の隣人」のB面にも収録されている。
  - 歌詞は、先に作られていたハードな編曲の影響もあり、年上の女性に対する思慕や後ろめたさ、焦燥感等が嵐の夜を背景に描かれている。また、暗に“童貞の喪失”も匂わせているという[6]。
2. 待ち人来たらず（3：12）
  - シングル「浅い夢」のB面にも収録されている。元々、本曲がデビューシングル（A面）の予定だったが、「浅い夢」が映画の主題歌として使用される話が持ち上がり、急遽A・B面が差し替えられた。ただし、主題歌の話は実現しなかったという[10]。
  - 執筆当時、近隣にあった古めかしい喫茶店がモデルとなっており、歌詞の一部は松尾芭蕉の『奥の細道』に収録されている一句“行く春や鳥啼き魚の目は泪”を捩っている[6]。
3. ボートの二人（3：47）
  - 編曲：高中正義
  - 歌詞は、18歳くらいの男女（浪人生、学生）という設定で書かれている[6]。来生は、自分自身に近い人物が描かれた楽曲として挙げている[9]。
4. 夏まどい（4：34）
  - 青年の充たされない心を真夏の風景に重ね、純文学を意識した観念的な自己告白のかたちで描いている。これは、丸山健二の小説や井上陽水の「青空、ひとりきり」がイメージの源泉になっており、ハードな曲調に合わせた結果でもあるという[6]。
5. 不幸色のまなざし（3：50）
  - サビの部分であえて半音下げつつも盛り上がるように、という技巧が凝らされた楽曲で、完成までに7年の歳月を費やした[11]。

## 参加ミュージシャン
- Piano：渋井博（SIDE1-1,3,4/SIDE2-3）、栗林稔（SIDE1-2,5/SIDE2-1,4,5）、今井裕（SIDE1-3）、富樫春生（SIDE2-2）
- Electric Guitar：是方博邦（SIDE1-2,4,5/SIDE2-1,2,4,5）、長井充男（SIDE1-2/SIDE2-1,4,5）、椎名和男（SIDE1-4）、大村憲二（SIDE2-1,2）、高中正義（SIDE1-3/SIDE2-3,5）
- Acoustic Guitar：安田裕美（SIDE1-5/SIDE2-2,4,5）
- 12 string guiter：長井充男（SIDE1-2/SIDE2-1,2,4）
- Electric Bass：高水健司（SIDE1-2）、岡沢章（SIDE1-4,5/SIDE2-4）、後藤次利（SIDE1-3/SIDE2-3）、小原玪（SIDE2-1,2）
- Drums：村上秀一（SIDE1-2,4,5/SIDE2-1,2,4,5）、高橋ユキヒロ（SIDE1-3）、市原康（SIDE2-3）
- Percussion：斉藤伸雄（SIDE1-2/SIDE2-3,5）、浜口茂外也（SIDE1-3,4,5/SIDE2-1,2,4）
- Chorus：来生たかお（SIDE1-3）、岡本和夫（SIDE1-3）、Tan Tan（SIDE2-3）、星勝（SIDE2-1）、PRICELLA（SIDE2-1）
- Synthesizer：渋井博（SIDE1-3,4,5/SIDE2-2,4,5）
- Wooden Block：星勝（SIDE1-4,5）
- Clabinet：渋井博（SIDE1-5）
- Glockenspiel：渋井博（SIDE1-5）
- Tree Bells：星勝（SIDE1-5）
- Cubula Bells：星勝（SIDE2-2）
- Harp：山川恵子（SIDE2-2）
- Marinba：高中正義（SIDE2-3）
- Castanets：渋井博（SIDE2-4）
- Simbal：星勝（SIDE2-4）

## 参加スタッフ
- Producer：多賀英典
- Director：本間一泰
- Recording Engineer：茂木正三 for Polydor
- Cutting Engineer：富田忠男 for Polydor
- Cover Photography：恩田信一
- Inside Photography：中川文男
- Designer：酒井治（P.C.C.）
- Management & Promotion：Kitty Enterprises Inc., Tokyo
- Thanks to 福井峻

## シングル

### シングル収録曲
共に作詞：来生えつこ / 作曲：来生たかお
1. 浅い夢
編曲：福井峻
2. 待ち人来たらず
編曲：星勝